# Eda község
Eda község (svédül: Eda kommun) Svédország 290 községének egyike. A jelenlegi község 1971-ben jött létre Eda, Järnskog és Köla egyesülésével.

## Települései
A községben 4 település található. A települések és népességük:
| Település      | Népesség | Megjegyzés         |
| -------------- | -------- | ------------------ |
| Charlottenberg |          | a község székhelye |
| Amotfors       |          |                    |
| Eda glasbruk   |          |                    |
| Koppom         |          |                    |

### Külső hivatkozások
- Hivatalos honlap